# Lehovecká
Lehovecká je ulice v Hloubětíně na Praze 14. Začíná na křižovatce ulic Kolbenova a K Hutím a končí na ulici Poděbradská. Má přibližný severojižní průběh.

## Historie a názvy
Ulice byla pojmenována v roce 2020 podle pomístního názvu Lehovec. Lehovec je les, který v minulosti sahal až do těchto míst. Je to také jméno blízkého sídliště Lehovec. Návrh na pojmenování ulice byl předložen na žádost firmy CPI Property Group z důvodu dokončení bytového domu.

## Budovy a instituce
Na východní straně je supermarket (Penny Market, Kolbenova čp. 1094) s parkovištěm pro zákazníky a dobíjecí stanice pro elektromobily. Na západní straně je odbočka k čerpací stanici. V září 2020 byl v západní části zkolaudován bytový dům NODE-byty Lehovec (čp. 1145/1 a 3), který se stavěl od ledna 2019. V jeho osmi nadzemních podlažích je k dispozici 136 bytů s dispozičním řešením 1+kk až 3+kk. V přízemí je několik komerčních prostor s okny a výlohami na východní stranu právě do ulice Lehovecká, byty s terasami se nachází v západní části s klidovou zónou. Objekt má dva vchody, které vedou ke schodišťovým jádrům s výtahem. Ke všem jednotkám na úrovni prvního nadzemního podlaží s orientací na západ náleží ozeleněné terasy, součástí bytů na úrovni sedmého nadzemního podlaží jsou také terasy. Jednotky v druhém až šestém nadzemním podlaží mají průběžné balkony, v osmém nadzemním podlaží náleží k bytům lodžie. Dům má průkaz energetické náročnosti třídy B.
Před bytovým domem je autobusová zastávka Lehovec.